# Kamyzjak (město)
Kamyzjak (rusky Камызяк) je město v Astrachaňské oblasti v Ruské federaci. Při sčítání lidu v roce 2010 měl přes šestnáct tisíc obyvatel.

## Poloha
Kamyzjak leží v deltě Volhy v Kaspické nížině na řece Volze, která se svou deltou vlévá do Kaspického moře. Od Astrachaně, správního střediska oblasti, je vzdálen přibližně pětatřicet kilometrů jižně.

## Dějiny
Kamyzjak byl založen v sedmnáctém století jako malá rybářská osada. V roce 1918 získal status samostatné vesnice a od 2. února 1973 je městem. Jméno je z kazaštiny a je odvozené od slov skřípina (kamyz) a říční rameno (uzjak).